# Xólotl (divinidad)
En la mitología tolteca, Xólotl era un dios del fuego y el relámpago. Era generalmente descrito como un hombre con cabeza de perro y era guía de las almas de los muertos. Era también dios de los gemelos, monstruos, las desgracias, la enfermedad, y las deformidades. Xólotl es el hermano canino y gemelo de Quetzalcóatl, siendo ambos hijos de la virgen Chimalma. Xólotl es la personificación vespertina  del astro Venus, la estrella del ocaso, y estuvo asociado con el fuego celestial. El anfibio axólotl o ajolote está nombrado en honor a esta deidad.

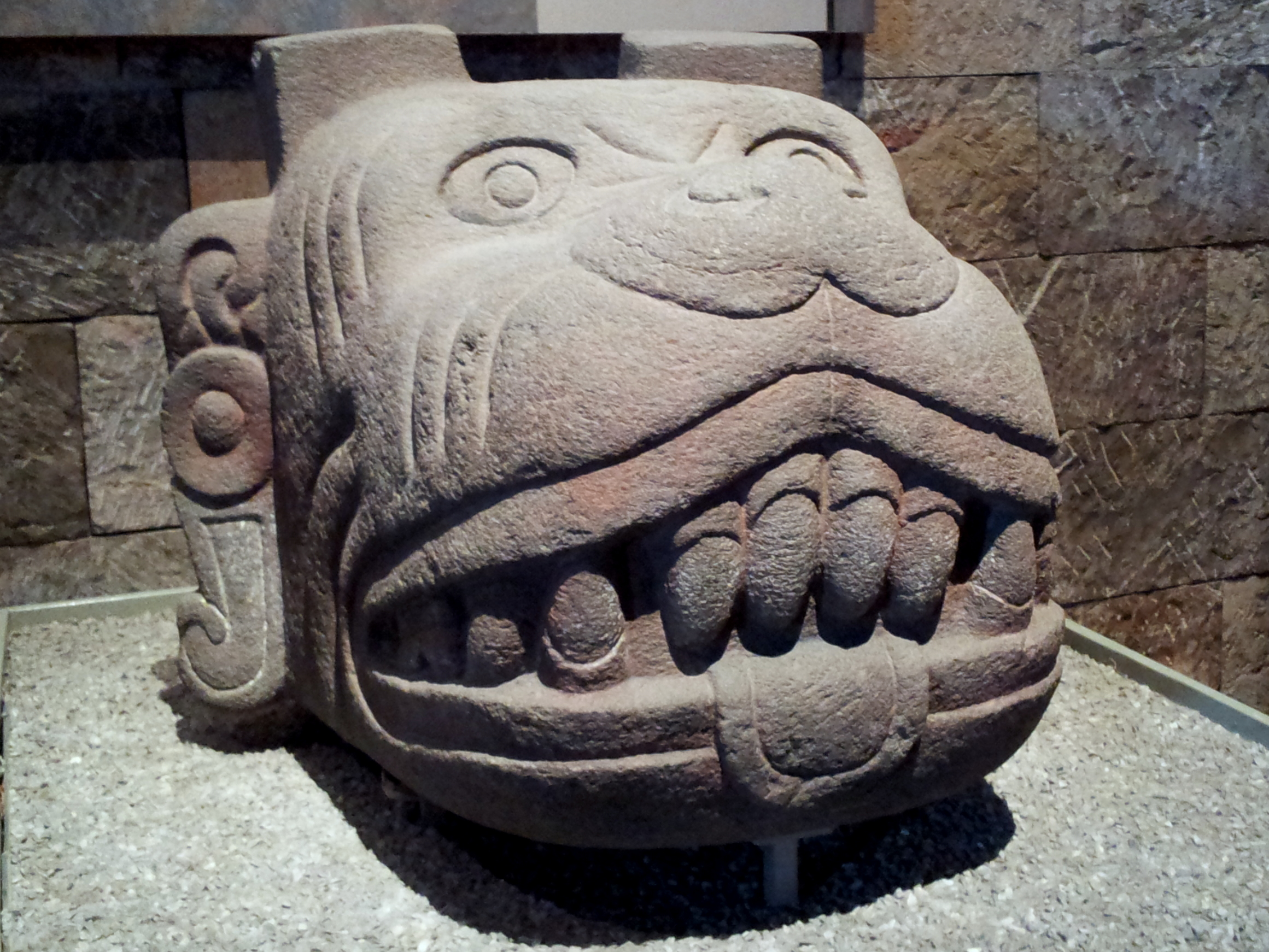
Escultura de Xólotl, actualmente en el Museo Nacional de Antropología en Ciudad de México.

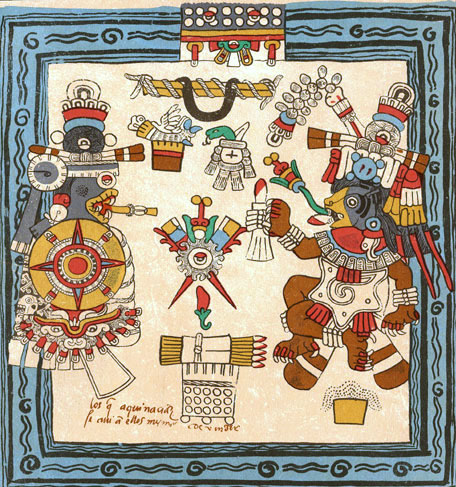
Códice Borbonicus (p. 16) Xolotl está dibujado como compañero del Sol del Ocaso. Está retratado con un cuchillo en la boca, un símbolo de muerte.

Xólotl era el dios siniestro de las monstruosidades y se le representa llevando la joya espiral del viento y los pendientes de Quetzalcóatl. Su trabajo era  proteger el sol de los peligros del inframundo. Como doble de Quetzalcoatl, lleva su caracola ehecailacacózcatl o “joya de viento”. Xólotl Acompañó Quetzalcoatl al Mictlan, la tierra de los muertos, o inframundo, para recuperar los huesos de quienes habitaron el mundo anterior (Nahui Atl). Esto con el propósito de crear vida nueva para el mundo presente, Nahui Ollin, el sol de movimiento. En cierto sentido, este recreación de la vida de vida es vuelta a representarse cada noche cuándo Xólotl guía al sol a través del Inframundo. En el tonalpohualli, Xólotl gobierna el día Ollin (movimiento) y la trecena 1-Cozcacuauhtli (buitre).
Sus órbitas vacías se explican en la leyenda de Teotihuacán, en la que se cuenta que los dioses decidieron sacrificarse para el sol recientemente creado. Xólotl evitó este sacrificio y lloró tanto que sus ojos cayeron fuera de las órbitas.
Según el mito de la creación recuperado en el Códice Florentino , después de que se creó el Quinto Sol, éste no se movió. Ehécatl ("Dios del Viento") comenzó por esto a sacrificar la vida de todos los otros dioses, para inducir movimiento al sol neonato. Sin embargo, Xólotl estaba poco dispuesto a morir para dar movimiento al Sol nuevo. De esta forma, se transmutó en una joven mazorca de maíz, planta con dos varas (xólotl), en un  maguey doble (mexólotl), y en un animal anfibio (axólotl). Xolotl es, por lo tanto, un maestro de la transformación. Al final, Ehécatl tuvo éxito en encontrar y sacrificar a Xólotl
En el arte, Xolotl era típicamente descrito como un hombre con cabeza de perro, un esqueleto, o un monstruo deformado con pies invertidos. Un quemador de incienso con la forma de un perro esquelético representa a Xólotl. Como psicopompo, Xólotl guiaría a los muertos en su viaje al Mictlán —la vida postrera en la cosmovisión mesoamericana. Su dos formas de espíritu animal son el perro xoloitzcuintli  y la especie de salamandra acuática conocida como  ajolote o axólotl. La traducción más común es "perro de agua", siendo atl el equivalente náhuatl para “agua” y xolotl para “perro”. Los perros xolos servían como compañeros a los aztecas en esta vida y también en la siguiente, lo que se infiere de los muchos restos de perro y esculturas de perro que han sido encontrados en entierros aztecas, incluyendo algunos en el Templo Mayor de Tenochtitlan. Los perros eran a menudo sujetos de sacrificio ritual, de modo que pudieran acompañar a su compañero en el viaje a través de Mictlán. Su deber principal era ayudar a que los difuntos cruzaran un profundo río. Es posible que las esculturas caninas encontradas en entierros tuvieran también la intención de ayudar a las personas en este viaje. Xoloitzcuintli es el nombre oficial del perro sin pelo mexicano (también conocido como perro pelón en español mexicano), una raza canina precolombina de Mesoamérica que data de hace más de 3500 años. Esta es una  de las muchas razas de perro nativos de América y  es a menudo confundido con el perro sin pelo peruano.
En el calendario azteca, Itzcuintli ("Perro"), el gobernante del día, es Mictlantecuhtli, el dios de la muerte y señor del Mictlán.

## Origen

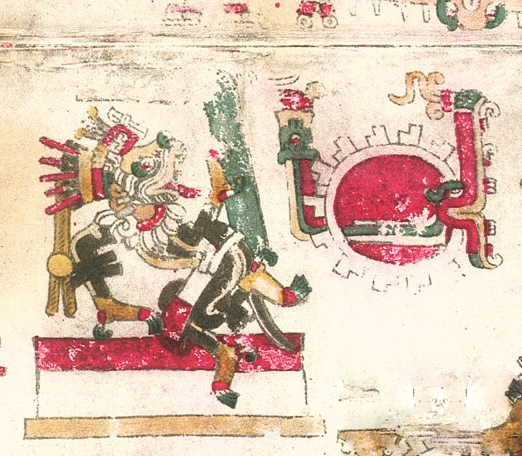
Códice Borgia (p. 38) Xólotl con Xiuhcóatl, "Serpiente de Fuego"

Xolotl es ocasionalmente representado portando una antorcha en los códices mayas que sobreviven hasta nuestros días, lo que hace referencia a la tradición maya que describe al perro como quien regaló el fuego a la humanidad. En los códices mayas el perro es asociado notoriamente con el dios de la muerte, la tormenta, y el relámpago. Xólotl parece  tener afinidades con el perro-relámpago de los Zapotecas y los Mayas, y acaso represente el relámpago que desciende de las nubes de tormenta, el rayo, cuyo reflejo despierta la equívoca creencia de que el relámpago es "doble", y les hace  suponer una conexión entre el relámpago y los gemelos.
Xólotl se originó en las regiones del sur, y quizá representara el fuego que desciende de los cielos o la luz que llamea en ellos. El perro juega una función importante en los manuscritos mayas. Es la bestia del relámpago, quién sale disparado desde el cielo con una antorcha en su mano. Xólotl es representado directamente como un perro, y es distinguido como la deidad del aire y las cuatro direcciones del viento gracias al pectoral de Quetzalcóatl. Xólotl puede ser considerado a la bestia que es disparada desde el cielo del manuscrito maya. El perro es el animal de los muertos y por tanto del Sitio de Sombras.

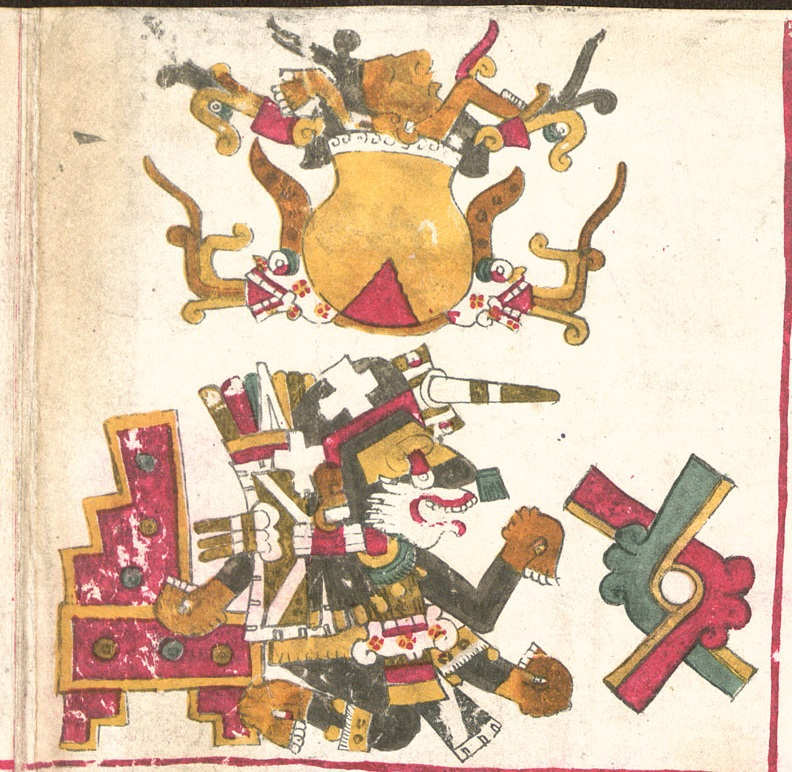
Ollin, símbolo del día en el Códice Borgia (p.10)

Eduard Seler asocia los retratos de Xólotl como perro con la creencia de que los perros acompañan las almas de los muertos al Mictlán. También encuentra evidencia sobre la asociación entre Xólotl, los perros, la muerte y el Mictlán en el hecho de que los mesoamericanos veían a los gemelos como monstruosidades antinaturales y, en consecuencia, comúnmente mataban a uno de los dos hermanos después del nacimiento. Seler especula que Xólotl representa al gemelo asesinado, quien mora en la oscuridad del Mictlán, mientras Quetzalcóatl ("El Gemelo Precioso") representa al sobreviviente, quien vive en la luz del sol
En algunos manuscritos el sol del ocaso, devorado por la tierra, es la imagen de Xólotl. Quetzalcóatl Y Xólotl constituyen las fases gemelas de Venus como la estrella de la mañana y de la tarde, respectivamente. Quetzalcóatl, como estrella de la mañana, actúa como heraldo del sol naciente (renacimiento) cada alborada. Mientras tanto, Xólotl como estrella del ocaso actúa como precursor de la puesta del sol (muerte) cadacrepúsculo. De este modo la mitología divide el proceso de transformación cíclica vida-muerte en sus dos fases: una conduciendo del nacimiento a la muerte, la otra de la muerte al nacimiento.
Xólotl era la deidad tutelar del  juego mesoamericano de pelota. Algunos académicos argumentan que el juego de pelota simboliza el incierto y arriesgado viaje nocturno del sol a través del Inframundo. Xólotl es capaz de ayudar en el renacimiento del sol, ya que posee el poder de entrar y salir del Mictlán. En varios de los manuscritos, Xólotl es representado afanándose en este juego contra otros dioses. Por ejemplo, en el Códice Mendoza le vemos jugando con la luna-dios, y le podemos reconocer por el signo Ollin que le acompaña y por el ojo desorbitado que remata el símbolo. Seler piensa que "la raíz del nombre Ollin sugirió a los mexicanos el movimiento de la pelota de goma olli y, como consecuencia, el juego de pelota."
Ollin es el movimiento-cambio pulsante, oscilante, y centralizador. Es caracterizado por las pelotas que botan, los corazones pulsantes, las contracciones del parto, los terremotos, las alas batientes de la mariposa,  el movimiento ondulante de las actividades serpenteantes del telar y el camino oscilante del Quinto Sol sobre y bajo la superficie de la tierra. Ollin es el movimiento-cambio de la compleción cíclica.
Una estatua de jade de un Xólotl esquelético llevando un disco solar que porta una imagen del Sol en su espalda (llamado "Viajero de Noche") retrata de forma sucinta el rol de Xólotl como asistente del Sol a través del proceso de muerte, gestación y renacimiento.  Xolotl  función en asistir el Sol a través del proceso de muerte, gestación, y renacimiento. La asociación de Xólotl con el movimiento-cambio de Ollin sugiere que las gestaciones y desenlaces apropiados deben instanciar a Ollin. La descomposición e integración (es decir, la muerte), con forma de Ollin, promueve la composición e integración con forma de Ollin (renacimiento y renovación).